# پاکل گراب
پاکل گراب، روستایی در دهستان علیشروان بخش مرکزی شهرستان بدره در استان ایلام ایران است. این روستا، مرکز دهستان علیشروان است.این روستا دارای قدمت تاریخی و اثار تاریخی زیادی است. همچنین دارای جانوران گوناگون می باشد که می توان به زیست گاه کرکس های سیاه اشاره کرد که به زبان محلی دال می گویند. دال سیاه  در مهر 1396 در این منطقه مشاهده شد.

## موقعیت
روستای پاکل گراب یکی از روستاهای شهرستان بدره در  استان ایلام است که در چهل کیلومتری و در شرق شهر ایلام در مسیر ایلام به بدره قرار گرفته‌است.
این روستا با شیب ملایم در دامنه کبیرکوه، قرار دارد و اطراف ان را کوهای مرتفع و برفگیر احاطه کردند. این روستا از شمال به دشت و قله چمن گل و کوه سیوان بدره و درنهایت شهرستان سیروان، از جنوب به رشته کوه کبیرکوه، منطقه کان صیفی و در نهایت ارکواز از غرب به روستای چنار باشی و تنگه رازیانه و نهایتاً شهر بدره از شرق به گردنه مله پنجاب بدره و شهرستان ایلام، و نهایتاً شهر ایلام محدود می‌شود.

## جمعیت
بر پایه سرشماری عمومی نفوس و مسکن در سال ۱۳۹۵، جمعیت این روستا برابر با ۱٬۰۳۷ نفر (۲۷۶ خانوار) بوده‌است.